# Gennobaudes
Gennobaudes was een Frankische leider (vorst, hertog of koning) die leefde eind derde eeuw. Hij is de eerste bij naam bekende Frankische vorst.  In een loflied (Panegyric) dat ten ere van de Romeinse keizer Maximianus werd gemaakt, wordt over Gennebaudes verhaald. 

## Geschiedenis
In 287 voerde keizer Maximianus een succesvolle campagne in het vrije Germanië op de rechteroever van de Rijn. Tijdens deze veldtocht werd Gennobaudes als aanvoerder van de Franken verslagen en onderworpen aan de Romeinen.  Nadat de Franken door Maximianus waren verslagen reisde Gennebaudes met zijn gevolg naar de keizer om hem zijn diensten aan te bieden. In ruil voor vrede traden de Franken in Romeinse dienst. Gennebaudes kreeg toestemming om zich in 293 in de streek te vestigen waar nu de Betuwe ligt.